# Harmonia (banda)

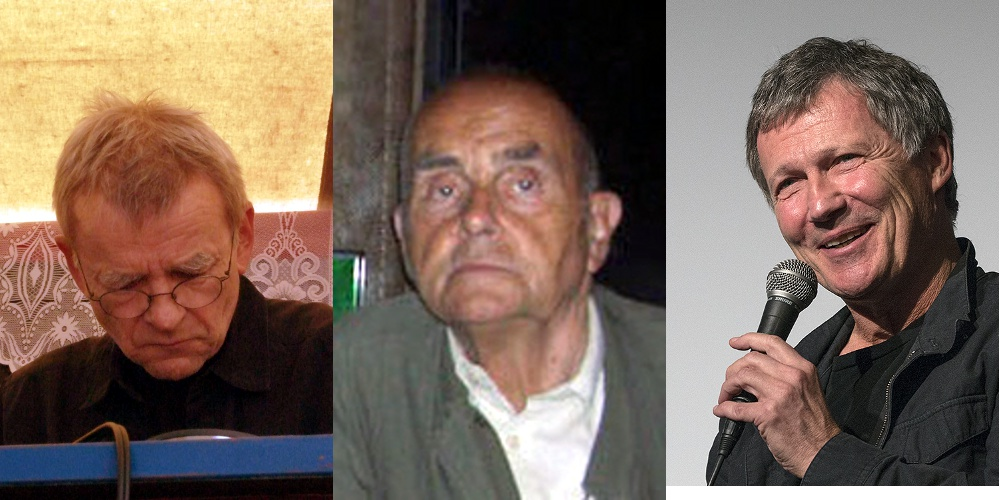
Montaje de imágenes de los tres músicos de Harmonia: Moebius (2010), Roedelius (2007) y Rother (2013).

Harmonia es un supergrupo alemán de krautrock que surgió de la colaboración de Michael Rother de NEU! y el dúo Cluster, compuesto por Hans-Joachim Roedelius y Dieter Moebius.
La banda se formó en 1973 cuando NEU! se separó temporalmente. Según narra Roedelius, "Michael apareció un día en nuestra comunidad en Forst, Alemania, y nos preguntó si nos gustaría tocar con él. Lo intentamos y nos gustó lo que hizo con nuestra música, y después de un tiempo acordamos el concepto de Harmonia, que era intentar aproximarnos a un terreno sónico diferente, más accesible". Una vez constituido, el grupo grabó entre junio y noviembre del mismo año su primer álbum, Musik von Harmonia, publicado en enero de 1974 por Brain Records.
Luego del lanzamiento de su debut discográfico y un tiempo en gira, el trío entró en una pausa. En 1974, y bajo la producción de Rother, Cluster grabó Zuckerzeit, álbum que sería lanzado el mismo año por el sello Brain. Por su parte, Michael Rother se reunió con Klaus Dinger y NEU! volvió a la actividad. En diciembre de 1974 y enero de 1975 el dúo entró al estudio de Conny Plank a registrar el que sería su tercer disco de estudio, NEU! '75, publicado en 1975 por Brain.
En 1975 se reúne Harmonia, grabando en junio de 1975 Deluxe, su segundo disco de estudio, lanzado en agosto del mismo año.
En 1975 NEU! se disuelve y, tras una gira posterior al lanzamiento de Deluxe, en el verano de 1976 ocurre lo mismo con Harmonia. Cluster graba Sowiesoso y Michael Rother registra su debut como solista, el álbum Flammende Herzen. Sin embargo, la pausa de Harmonia sería breve. En septiembre de 1976 el inglés Brian Eno visita a los músicos en Forst por 11 días, volviéndose parte de la comunidad rural en que vivían y grabando nuevo material con el trío. El álbum resultante, Tracks & Traces, no sería editado sino hasta noviembre de 1997 por el sello estadounidense Rykodisc. Tras estas sesiones, Brian Eno deja Alemania y Harmonia se disuelve.
Más de 30 años después, el trío se reúne para presentarse en vivo el 27 de noviembre de 2007 en el festival Worldtronics en la Haus der Kulturen der Welt de Berlín.  Tras este primer concierto, Harmonia realizó múltiples presentaciones en Inglaterra, Alemania, Noruega, Estados Unidos y Australia.

## Integrantes
- Michael Rother (1973–1976, 2007–presente)
- Hans-Joachim Roedelius (1973–1976, 2007–presente)
- Dieter Moebius (1973–1976, 2007–presente)
- Brian Eno (1976)
- Mani Neumeier – batería (1975)

## Discografía
- Musik von Harmonia (1974)
- Deluxe (1975)
- Tracks & Traces (1997) (editado bajo el nombre de Harmonia 76, grabado con Brian Eno en 1976)
- Live 1974 (2007)